# Admirał Łazariew (1981)
Admirał Łazariew – radziecki, a następnie rosyjski krążownik rakietowy z napędem atomowym projektu 1144. Okręt będący drugą z serii jednostką projektu 1144 wszedł do służby w październiku 1984 roku. Po wejściu do służby znany był jako „Frunze” dla uczczenia bolszewickiego działacza Michaiła Frunze. W 1992 roku jednostkę nazwano imieniem XIX-wiecznego admirała, podróżnika i odkrywcy Michaiła Łazariewa.

## Historia
Rozpoczęcie budowy drugiego okrętu projektu 1144 miało miejsce w stoczni bałtyckiej w Leningradzie 27 lipca 1978 roku. Wodowanie nastąpiło 26 maja 1981 roku. Wejście do służby 31 października 1984 roku. W stosunku do pierwszego okrętu serii „Kirowa”, na okręcie wprowadzono liczne zmiany techniczne, głównie dotyczące rozmieszczenia uzbrojenia. W części dziobowej zwiększono liczbę wyrzutni pocisków przeciwlotniczych, zestawy obrony bezpośredniej kaliber 30 mm w pobliżu lądowiska dla śmigłowców zastąpiono działem 130 mm. W grudniu 1984 roku okręt włączono w skład Floty Pacyfiku.
W 1999 roku okręt wycofano ze służby z powodu braku środków na bieżące remonty i konserwację. W 2005 roku z okrętu usunięto paliwo nuklearne. W 2009 roku pojawiły się plany przeprowadzenia remontu i ponownego wcielenia do rosyjskiej marynarki wojennej. W 2012 roku ogłoszono, że okręt znajduje się w stanie uniemożliwiającym remont i będzie złomowany. W 2014 roku okręt został zakonserwowany, przez co przedłużono czas oczekiwania na podjęcie ostatecznej decyzji, co do jego dalszych losów.
30 kwietnia 2021 roku rozpoczęto proces złomowania w stoczni АО „30 Sudoriemontnyj zawod” (AO „30 SRZ”), w miejscowości Dunaj nad zatoką Striełok niedaleko Władywostoku